# KBibTeX
KBibTeX — система управления библиографической информацией первоначально созданная для BibTeX, который используется обычно в связке с TeX/LaTeX. Помимо обычных возможностей редактирования KBibTeX предоставляет возможности поиска и добавления новых ссылок из Google Scholar или BibSonomy.
KBibTeX написан с использованием фреймворка KDE, но не является частью официального KDE Software Compilation или KOffice. Существует две версии KDE: оригинальная версия использует старый фреймворк KDE3 и разрабатывалась с 2004 года (на настоящий момент является стабильной версией). Новая версия на основе фреймворка KDE4 разрабатывается в настоящее время.